# Ordnungsparameter
Ordnungsparameter dienen der Beschreibung des Zustands eines physikalischen Systems während eines Phasenüberganges.
Beim Übergang von einer flüssigen in eine kristalline feste Phase geht das System von hoher Symmetrie (Isotropie, Homogenität) in eine Phase über, bei der diese Symmetrie gebrochen ist (es verbleibt nur die Gittersymmetrie des Kristalls). Hierbei ist ein Parameter, der in der flüssigen Phase 0 ist und in der kristallinen Phase einen endlichen Wert annimmt, ein Maß für die Ordnung des Systems, was den Begriff Ordnungsparameter erklärt: ein höherer Wert entspricht stärkerer Ordnung, wohingegen bei 0 Unordnung vorliegt.
Auch bei Phasenübergängen ohne Symmetriebrechung bezeichnet man den Parameter, mit dem der Übergang beschrieben wird, als Ordnungsparameter. Beispielsweise ist der Volumenanteil der Flüssigkeit ein geeigneter Ordnungsparameter, um den Übergang von flüssig zu gasförmig zu beschreiben: im gasförmigen Zustand ist er 0, im flüssigen gerade 1 (bei hinreichend niedrigem Druck, d. h. nicht in der Nähe des Tripelpunkts).
Die Beschreibung mit Ordnungsparametern lässt sich auch auf Systeme anwenden, die innerhalb einer Phase kontinuierlich ihre Ordnung verändern.
Je nach Typ des Phasenüberganges kann der Ordnungsparameter sprunghaft einen neuen Wert annehmen und so direkt als Anzeichen für den Phasenübergang dienen oder aber sich stetig verändern. In einem physikalischen System gibt es häufig mehrere Effekte, die auf die Ordnung schließen lassen. Aus den physikalischen Größen, die bei diesen Effekten repräsentiert werden, wählt man diejenige Größe, aus der man den Ordnungsparameter errechnet.
Es sind auch vektorielle Ordnungsparameter möglich. Deren Verwendung ist bei Ordnungsänderungen an der Isotropie des Systems sinnvoll. Dort wird in der geordneten Phase eine Richtung ausgezeichnet. Der verwendete Vektor besitzt dann diese Richtung und als Betrag die Stärke der Ausrichtung der einzelnen Komponenten an der Vorzugsrichtung.

## Zusammenhang mit der Symmetrie
Verwendung finden Ordnungsparameter in der statistischen Physik, die Phasenübergänge mit spontaner Symmetriebrechung untersucht. Dort korrespondiert der zusätzliche Freiheitsgrad, den die Symmetriebrechung freigibt, gerade mit dem Ordnungsparameter.
Ein Beispiel dafür ist die spontane Magnetisierung beim Abkühlen eines Ferromagneten. Diese tritt als zusätzlicher Freiheitsgrad des Systems beim Phasenübergang von Paramagnetismus nach Ferromagnetismus auf und ändert sich – bis auf kleine Sprünge – kontinuierlich von 0 auf die endgültige vollständige Magnetisierung des Ferromagneten.
Ein Beispiel für einen Ordnungsparameter, der keinem neuen Freiheitsgrad des Systems nach dem Phasenübergang entspricht, ist der Einsatz der Dichte für die Beschreibung des Übergangs Flüssig-Gasförmig.

## Beispiele
Weitere Beispiele für Ordnungsparameter sind:
- die Ladungsträgerdichte beim Übergang vom Isolator zum leitenden Zustand im Halbleiter.
- die Wellenfunktion {\displaystyle \psi } in der Landau-Ginzburg-Theorie; sie kann komplex sein und räumlich variieren. Ihr Quadrat {\displaystyle |\psi |^{2}\ } gibt die Dichte der Cooper-Paare an.

### Kontinuierliche Änderung
Ein markantes Beispiel mit mehreren Phasen und kontinuierlichen Ordnungsänderungen sind Flüssigkristalle. Deren verschiedene Phasen, zwischen denen sie wechseln können, sind unterschiedlich geordnet, indem die Bereiche mit paralleler Ausrichtung der stäbchenförmigen Kristalle unterschiedlich orientiert sind. Innerhalb einer solchen Phase können leichte Abweichungen der Parallelität der Kristalle auftreten, die sich durch einen winkelabhängigen Ordnungsparameter fassen lassen. Es existiert allerdings auch eine ungeordnete Phase, in der die Kristalle entlang zufälliger Richtungen ausgerichtet sind.

### Sprunghafte Änderung
Übergänge zwischen Phasen, die unterschiedliche Aggregatzustände sind, ändern die Ordnung des Systems sprunghaft. Am stärksten tritt dieser Effekt hervor (in Bezug auf die Dichte als Ordnungsparameter) bei der Sublimation kristalliner Feststoffe und ihrer Umkehrung, der Resublimation: zwischen dem Gas mit einer sehr geringen Dichte und dem Feststoff mit einer erheblich größeren nimmt das System keinen Zustand mittlerer Dichte an.
Es entspricht auch der intuitiven Vorstellung, dass ein regelmäßiges Kristallgitter geordneter ist als die zufällig verteilten Moleküle eines Gases. Mathematisch ausgedrückt besitzt die kristalline Ordnung Translationssymmetrie: ein Schritt mit dem Abstand der Atome entlang des Gitters führt wieder an einen identischen Ort (ein Atom umgeben von anderen im gleichen Abstand). Im Gas hingegen ist diese Translationssymmetrie gebrochen, eine feste Schrittweite führt zufällig sowohl auf leere Plätze als auch zu anderen Gasmolekülen.